# دوناتو بوتوني
دوناتو بوتوني (بالإيطالية: Donato Bottone)‏ هو لاعب كرة قدم إيطالي في مركز الهجوم، ولد في 21 يونيو 1988 في Polla, Campania ‏ في إيطاليا. لعب مع نادي برو باتاريا ونادي كليرمونت 63 ويوفنتوس.

## وصلات خارجية
- دوناتو بوتوني على موقع رابطة كرة القدم الفرنسية للمحترفين (الإنجليزية)
- دوناتو بوتوني على موقع قاعدة بيانات كرة القدم.إي يو (الإنجليزية)